# Buitre (personaje)
El Buitre (Adrian Toomes) es un supervillano que aparece en los cómics estadounidenses publicados por Marvel Comics. Toomes es un genio inventivo pero maníaco que diseñó un traje especial que le permite volar a grandes velocidades. Después de dedicarse a una vida delictiva, se convirtió en un enemigo recurrente del superhéroe Spider-Man y miembro fundador de los Seis Siniestros. Otros personajes también han tomado el manto.
Desde su concepción, el personaje se ha adaptado a varias otras formas de medios de Spider-Man, incluidas series de televisión y videojuegos. Además, el personaje fue interpretado por Michael Keaton en la película del Universo cinematográfico de Marvel Spider-Man: Homecoming (2017) y será el villano de Spider-Man, después volverá a interpretar el papel en la película Morbius (2022) ambientada en el Universo Spider-Man de Sony.

## Historial de publicaciones
El buitre original, Adrian Toomes, apareció por primera vez en The Amazing Spider-Man # 2 (mayo de 1963) y fue creado por Stan Lee y Steve Ditko. De acuerdo con Ditko, Lee quería que el villano tuviera un gran protagonismo y se basara en el actor Sydney Greenstreet. Ditko lo diseñó más delgado y más demacrado, sintiendo que debería ser ligero y rápido, y también porque "cuanto más voluminoso es, más espacio de panel debe ocupar, reduciendo así el espacio del panel para otros personajes y elementos del panel de historia".
Después de Toomes ha habido varios buitres desde su debut. El segundo buitre, Blackie Drago, apareció por primera vez en The Amazing Spider-Man # 48 y fue creado por Stan Lee y John Romita, Sr.El tercer buitre, Clifton Shallot, apareció por primera vez en The Amazing Spider-Man # 127 y fue creado por Ross Andru, Gerry Conway y John Romita, Sr. Otro Buitre, Jimmy Natale, apareció por primera vez en The Amazing Spider-Man # 593 como parte del arco argumental "Spider-Man 24/7", y fue creado por Mark Waid y Mike McKone.

## Biografía
Adrian Toomes nació en Staten Island, Nueva York. Es un exingeniero electrónico que alguna vez fue socio de un hombre llamado Gregory Bestman; Bestman manejaba las finanzas, mientras que Toomes manejaba las invenciones. Un día, después de crear un arnés de vuelo, un entusiasmado Toomes corrió a la oficina de Bestman para compartir la feliz noticia. Sin embargo, Bestman no estaba ahí, y Toomes descubrió que Bestman secretamente había malversado los fondos y que él no tenía ningún recurso legal, lo que significa que perdió su trabajo. Enfurecido, Toomes destrozó el negocio, descubriendo que el arnés también le daba fuerza sobrehumana. A continuación decidió dedicarse al crimen profesional como el Buitre.
El Buitre emplea un arnés electromagnético especial de su propio diseño que le permite volar; su vuelo es dirigido por un par de alas artificiales que lleva en los brazos. El arnés también le otorga una mayor fuerza y (según algunas fuentes) aumenta su esperanza de vida. Aunque Toomes es de edad avanzada, es un luchador fuerte y un asesino implacable. En una ocasión, recuperó su juventud a través de medios bioquímicos, aunque esto se perdió tras exponerse al cadáver de un sobrehumano elemental.En un momento dado, había utilizado un dispositivo para robar la juventud de Spider-Man, dejando al Buitre joven y a Peter como un anciano, pero ese efecto desapareció en cuestión de horas.
El Buitre se enfrentó por primera vez a Spider-Man cuando estaba en una oleada de robos en la Ciudad de Nueva York. Spider-Man se dio cuenta por primera vez que podría vender fotos a J. Jonah Jameson después de que el Daily Bugle ofreció una recompensa por fotos del Buitre.En la primera batalla, Spider-Man fue derrotado y sellado en un tanque de agua con lados muy resbaladizos al subir, pero aun así fue capaz de liberarse. El Buitre entonces desafió a la policía, diciendo que robaría diamantes; sin embargo, escapó a través de la red de alcantarillado. Spider-Man había creado un dispositivo que desactivaba el arnés del Buitre, y lo activó durante una pelea en el aire con el Buitre, dejando a Toomes inconsciente, por lo cual fue arrestado. El Buitre modificó su arnés, y trató de robar la nómina del Daily Bugle. Se unió a los Seis Siniestros del Doctor Octopus, y envió un mensaje al Daily Bugle de que habían capturado a Betty Brant. También fue el último enemigo en pelear contra Spider-Man antes del Doctor Octopus. Obligó a Spider-Man a eliminar sus lanza-telarañas, amenazándolo con echarse a volar, luego roció aceite en el techo del edificio, y trató de empujar a Spider-Man utilizando un viento creado por sus alas, pero Spider-Man escapó de esto. El Buitre fue capturado después de que Spider-Man se balanceara sobre él con un lazo que el Buitre trataba de usar en su contra. Entonces le dijo a Spider-Man la localización de la guarida del Doctor Octopus, y al igual que el resto del equipo fue encarcelado en el final de la historia.
Más tarde, creyendo estar muerto en prisión debido a sus lesiones en el taller de la prisión, Toomes le reveló la ubicación de un equipo extra del Buitre en los terrenos de la prisión a su compañero de celda, Blackie Drago, quien se convirtió en el segundo Buitre. Blackie le revela a Toomes que causó el accidente por este propósito. Toomes se enfurece, pero parece caer inconsciente en los próximos minutos. Blackie noquea a un guardia, desentierra las alas y escapa. Drago, como el Buitre, se asocia con Kraven el Cazador contra Spider-Man.Toomes finalmente escapó de la prisión y se recuperó de sus heridas, atribuyendo su odio por la traición de Drago con la fuerza para superarlas, y como el Buitre nuevamente, derrotó a Drago.Toomes luego casi derrotó a Spider-Man en la batalla, hiriendo el brazo antes de que Spider-Man lograra hacerse el muerto y engañara a Toomes para que se acercara lo suficiente para que Spider-Man dañara su paquete de energía y obligara a su némesis a retirarse. Algún tiempo después, el Dr. Clifton Shallot mutó su cuerpo en una forma semejante a la de Toomes, pero poseyendo alas naturales y la capacidad de volar.
Más tarde, el Buitre humilló a un criminal mafioso, el Sr. Morgan, quien contrató a Hitman para matar a Spider-Man, tratando de robar al Buitre por su venganza. El Buitre entonces organizó el asesinato de los principales mafiosos de Nueva York para convertirse en el nuevo señor del crimen de la ciudad, y luchó nuevamente contra Spider-Man.El Buitre después escapó de la cárcel, y una vez más se enfrentó a Spider-Man nuevamente.
El Buitre más tarde salió de su retiro para cobrar venganza de Gregory Bestman, su excompañero de investigación que lo malversó en sus beneficios. Luego se enfrentó a los Vulturians, un grupo de jóvenes que habían robado sus diseños.
Él estuvo involucrado en un crimen en un casino de Atlantic City para prepararse para su propio funeral ostentoso, pero sus planes fueron frustrados por el Hobgoblin. Más tarde, el Buitre movió sus operaciones a Las Vegas, donde atacó a Snake Diamond en medio del desierto para robar su fórmula por un fluido especial de embalsamamiento. Luego se enfrentó a los mutantes Rusty Collins y Skids, en un intento de liberar a Nitro.
En más de una ocasión, Toomes ha estado aliado con otros villanos de Spider-Man con el fin de destruir al "trepa-muros". El Buitre ha estado en todas las encarnaciones de los Seis Siniestros, y apareció con los Doce Siniestros. Él tiene una gran amistad con el también villano Electro; los dos casi vencieron a Spider-Man a la muerte.
Durante uno de sus muchos períodos de mala salud, Toomes entabló amistad con Nathan Lubensky, un hombre que se había convertido en el nuevo amor de la vida de May Parker. Nathan desconocía la verdadera identidad de Toomes y alentó al criminal herido a arriesgarse con la vida y no dejar que las discapacidades lo arrastraran hacia abajo (Nathan era parapléjico). Toomes siguió el consejo de Nathan y se embarcó en una ola de crímenes como el Buitre mientras se escondía con su identidad civil en el mismo asilo de ancianos en el que vivía Nathan, razonando que las autoridades nunca pensarían en buscarlo allí. Sin embargo, después de que Peter Parker visitara el asilo de ancianos y lo reconociera, se produjo una batalla entre el Buitre y Spider-Man. Durante el transcurso de la pelea, Toomes instintivamente agarró a un rehén y amenazó con matarlo si Spider-Man no retrocedía; sin embargo, tan pronto como Toomes se dio cuenta de que el rehén era Nathan, decidió que no podía quitarle la vida a un hombre que había ayudado a salvar la suya. El empujó la silla de ruedas de Nathan hacia Spider-Man, distrayendo al lanzador de telarañas el tiempo suficiente para que Toomes pudiera escapar.
El Buitre aparentemente apreciaba la influencia de Nathan, pero la ironía le daría un golpe cruel cuando Kingpin lo contrató para asesinar a un corredor de casino de alto rango. Durante otro conflicto con Spider-Man justo antes de unirse a los nuevos Seis Siniestros del Doctor Octopus, el Buitre intentó usar a un rehén como escudo y seleccionó a May Parker de la multitud. Nathan, que estaba con May, saltó de su silla de ruedas y agarró a Toomes. Sin darse cuenta de quién era, Toomes voló alto en el aire con Nathan en su espalda. La sorpresa de ver lo alto que estaban hizo que Nathan sufriera un ataque cardíaco fatal. Toomes huyó mientras Nathan caía. Aunque Spider-Man lo atrapó con éxito, Nathan moriría en los brazos de May.
Más tarde, a Toomes le diagnosticaron cáncer, causado por la exposición frecuente a los químicos esenciales necesarios para alimentar su aparato volador. En un intento por ser perdonado por todos sus pecados anteriores, el Buitre aterrorizó a la familia Parker, suplicando que May Parker lo perdonara por causar indirectamente la muerte de Nathan. Parker, enfurecido, atacó a Toomes, lo que obligó al Buitre a capturarlo y llevarlo de regreso a su antigua guarida. Después de escapar de Toomes, Peter se convirtió en Spider-Man y atacó brutalmente al Buitre, y en la batalla que siguió, el propio paquete de energía del Buitre funcionó mal y explotó, prendiendo fuego a sus alas. Spider-Man logró arrancarle el paquete en llamas a Toomes, y los dos aterrizaron en una zanja fangosa.
Después de ser arrestado, Toomes fue devuelto a la casa de los Parker para que May, reunida con Peter, pudiera identificarlo. May esperaba que la muerte de Toomes fuera lenta y llena de sufrimiento. Al día siguiente, ella visitó a Toomes en prisión y le pidió disculpas por sus crueles comentarios, pero también declaró que no podía perdonarlo y que cualquier tipo de redención quedaría en manos de él y de Dios.
El Buitre se topó con un complot del Camaleón y el Duende Verde (Harry Osborn) para volver loco a Spider-Man haciendo que androides cambiaformas se hicieran pasar por su difunta madre y padre; debido a la interferencia de Toomes, los androides fueron destruidos, lo que llevó al trepamuros a una breve crisis nerviosa. El Buitre absorbió la fuerza vital artificial del androide Mary Parker, y el efecto en el Buitre fue doble; no solo se convirtió en un hombre joven nuevamente, sino que se curó instantáneamente de su cáncer.Durante este período, intentó matar a todos los que lo habían conocido como un anciano en un intento de obtener una pizarra limpia para su vida, pero este plan salió mal cuando apuntó a un imitador de Prowler como el Prowler que una vez frustró su intento de adquisición de su antigua empresa; Toomes no estaba preocupado por el hecho de que el Prowler actual era un ladrón que había robado el disfraz del Prowler original (Hobie Brown) y Spider-Man; Aunque Toomes casi destroza al falso Prowler, Spider-Man logró llevarlo al hospital. Durante una pelea posterior con Spider-Man, Vulture fue "atacado" por David Kalen, un hombre capaz de disolver todo lo que tocaba y que había vuelto su poder contra sí mismo en su dolor por la muerte de su hermano. Posteriormente, Toomes volvió a su vejez, presumiblemente debido a que el poder de Kalen había anulado el efecto de la juventud.Sin embargo, su cáncer no regresó.
En la serie Identity Disc, se reveló que Toomes, con la ayuda de Hombre de Arena, manipuló a los villanos de Marvel Bullseye, Deadpool, Juggernaut y Sabretooth para que asediaran la sede del grupo terrorista A.I.M. para recuperar un disco que contenía las identidades de los agentes encubiertos de S.H.I.E.L.D., incluida su hija con su esposa Cheryl, Valeria Toomes, también conocida como "Valerie Jessup".
Durante un breve tiempo trabajando para el Búho, él fracasó en una misión (y le cortaron brutalmente la cara por la Gata Negra) y fue golpeado severamente como castigo. Posteriormente se reveló como miembro de los Doce Siniestros de Norman Osborn, aunque llevaba un casco, presumiblemente para ocultar las heridas.
Bajo la tutela de Alyosha Kravinoff, Toomes intentó brevemente una temporada de heroísmo, pero no pasó mucho tiempo antes de que volviera al otro lado de la ley.
Además de su hija, Toomes también tiene un hijo al que ha despedido, y un nieto de ese hijo. El Buitre ha llegado a preocuparse profundamente tanto por su nieto como por su madre, cometiendo una serie de robos para financiar una cura para la enfermedad terminal de su nieto. Una vez tuvo un sobrino, Malachai Toomes, y montó en cólera asesina cuando fue asesinado por un jefe de una banda.
Durante la Guerra Civil, él fue detenido junto con Grim Reaper y Trapster por el Capitán América y la creciente Resistencia, quienes lo encadenaron junto con Grim Reaper a un poste y le rompieron la nariz. Cuando fue encontrado y puesto bajo custodia por S.H.I.E.L.D., se quejó: "Ese lunático me rompió la maldita nariz". Después de que Spider-Man se desenmascaró, Toomes fue visto en su celda, uniendo sus dedos. Cuando alguien en el televisor dijo que esperaban que no fuera ningún problema para Spider-Man, Toomes dijo: "Oh, creo que lo será".
Después de que Spider-Man se vuelve rebelde, Toomes es visto en una celda de prisión de S.H.I.E.L.D. hablando con el agente Jamie Madrox y comentando sobre la debilidad inherente de Spider-Man, que es su falta de voluntad para usar sus poderes para beneficio personal. S.H.I.E.L.D. luego le devuelve su arnés volador y lo anima a cazar a Spider-Man, diciendo que "ahora es un proscrito, igual que tú".
Más tarde, el Buitre ataca a Spider-Man en una firma de libros y logra cortarlo con un poderoso sedante. Toomes, sin embargo, cae inconsciente y, sintiendo que algo anda mal, Spider-Man lo lleva rápidamente al hospital.
Toomes se despierta unas horas más tarde, donde un médico revela que ha sufrido un derrame cerebral, y muchos de sus músculos del lado izquierdo de su cuerpo han quedado paralizados. Cuando el médico se va, Spider-Man se cuela y Toomes le pide que lo mate porque es débil. Cuando Spider-Man se niega a hacerlo, dice que Spider-Man también es débil, y siempre lo ha sido. Después de hacer comentarios sobre el tío Ben, Spider-Man toma una almohada y comienza a asfixiarlo. Él se defiende, y Spider-Man le quita la almohada, comentando que "Para alguien que está rogando por morir, luchas por la vida con bastante fuerza".
Cuando Alyosha Kravinoff comenzó a coleccionar un zoológico de superhumanos con temática animal, el Buitre fue uno de sus cautivos.Para evitar que el Buitre usara su intelecto para encontrar una manera de quitarse el collar bomba, Kraven le rompió las manos repetidamente,pero con la ayuda de Rhino, el Buitre escapa.
Spider-Man visita más tarde la celda del Buitre para preguntarle sobre la última persona que se hace llamar el Buitre. Toomes dice con calma que no tiene ninguna conexión con él, aunque escuchó que el nuevo Buitre fue creado así por la mafia y está buscando venganza. También afirma con la misma suavidad que, si bien normalmente odia a las personas que roban el nombre de Buitre, no tendría ningún problema con que matara a Spider-Man.
Siguiendo la historia de "Spider-Island", el Buitre regresa como el líder de una banda anónima de ladrones y asesinos de penthouse que tienen alas de buitre, pero con un nuevo estilo gótico. Los miembros de su banda tienen el mismo nombre de un ángel que coincide con el aspecto de ángel negro que tienen.Sin embargo, rápidamente se revela que la tecnología de la banda en realidad está controlada por el Buitre, quien diseñó sus alas para que pudiera apagarlas con una simple señal si intentaban actuar en su contra. Después de haber usado su nueva red magnéticamente sensible para atrapar a la banda y desactivar sus alas, Spider-Man derrota a Toomes a pesar de su nuevo uso de su tecnología de manipulación de la gravedad para darse una fuerza aparentemente sobrehumana.
Carlie Cooper trabaja más tarde con el Superior Spider-Man (la mente de Otto Octavius en el cuerpo de Spider-Man) para investigar una serie de crímenes cometidos por la pandilla del Buitre. Superior Spider-Man se enfrenta al Buitre intenta sobornarlo para que abandone el crimen ofreciéndole una pequeña fortuna de las cuentas bancarias ocultas de Octavius. El Buitre no cree ni una palabra y hace que sus secuaces enanos ataquen. Superior Spider-Man noquea accidentalmente a uno de los secuaces enanos que resulta ser un niño. Al darse cuenta de que el Buitre ha estado usando niños todo este tiempo y recordando su propia infancia abusiva, Superior Spider-Man ataca al Buitre en un ataque de rabia. Después de una breve lucha en el aire, Superior Spider-Man ciega al Buitre con un reflector, lo que hace que se estrelle contra el techo. Carlie llega y encuentra al Buitre, roto y ensangrentado, pero aún vivo.Los niños secuaces del Buitre son reclutados por el Rey Duende para ser parte de la Nación Duende.El Buitre es visto más tarde en la enfermería de la Balsa, junto con Boomerang y Escorpión. Cuando Alistair Alphonso Smythe escapa con la ayuda de los mini-Spider-Slayers, los mini-Spider-Slayers son enviados a la enfermería para curar y mejorar al Buitre, Boomerang y Escorpión a cambio de su ayuda para matar a Superior Spider-Man.Mientras Superior Spider-Man lucha contra Boomerang, el Buitre es enviado a atacar a los civiles en la Balsa. Glory Grant, Norah Winters, y el abogado de Smythe le suplican que se detenga, alegando que pueden liberarlo de cualquier cargo, lo que hace que se detenga y considere sus opciones. Cuando Smythe muere, las mejoras del Buitre fallan, dejándolo ciego una vez más. Luego, él es electrocutado por Ted Shipley, el jefe de seguridad de la Balsa.El Buitre finalmente tiene otro encuentro con Superior Spider-Man, buscando venganza por sus recientes derrotas, pero es derrotado nuevamente.El Buitre, Camaleón, Electro, Hombre de Arena y Mysterion son vistos más tarde como parte de un equipo liderado por Superior Spider-Man llamado "Seis Superiores", que se ve obligado a través del control mental a realizar hazañas heroicas (y ocasionalmente peligrosas) como un acto de "redención". Cuando no están siendo controlados, se mantienen en celdas de contención.Finalmente ellos se liberan del control de Superior Spider-Man e intentan vengarse del trepamuros, casi destruyendo Nueva York en el proceso.Superior Spider-Man apenas logra detenerlos con la ayuda de Sun Girl.
Adrian Toomes desarrolló más tarde una versión modificada de su arnés electromagnético que tiene un casco reforzado y alas ligeras, afiladas y nano-tejidas que respondían a sus órdenes mentales, donde tomó el nombre de Falcon, que creía que estaba vacante en ese momento. El robó un lugar en East Village donde luchó contra Spider-Man, hasta que fueron inmovilizados por un nuevo Trapster que se llevó el botín de Falcon.
Durante la historia de "La caza de Wolverine", se ve a Spider-Man frustrando el robo del Buitre cuando Iron Man lo llama para ayudarlo a él, a Luke Cage y a Jessica Jones a encontrar el cuerpo de Wolverine cuando desaparece de su tumba sin marcar.
En un preludio a la historia de "Hunted", el Buitre se encuentra entre los personajes con temática animal capturados por Taskmaster y Black Ant en nombre de Kraven el Cazador. Él se encuentra entre aquellos que Arcade revela públicamente como los Seis Salvajes.
El hijo del Buitre, Frankie Toomes, está casado con una mujer llamada Lenora. Cuando Frankie dejó a Lenora, Toomes visitaba a menudo a Lenora y a su hija Tiana para apoyarlas. En un momento dado, el Buitre llevó a Tiana a dar un paseo en su traje del Buitre. Después de que Lenora muriera por un error quirúrgico, Adrian comenzó a cuidar de Tiana. Cuando Tiana llegó a la edad adulta, Adrian hizo un traje similar al suyo para que Tiana pudiera seguir el destino que le deparara. Esto llevó a que Tiana fuera Starling.
En el momento en que el Buitre visitó a Tiana, le dio un juego de lápices. Cuando Spider-Man es visto afuera, Tiana se escabulle para convertirse en Starling para asegurarse de que Spider-Man se mantenga alejado de su abuelo. Durante la pelea, Spider-Man le mencionó a Starling que su abuelo ha matado a personas como Nathan Lubensky y Gibbon. Cuando Spider-Man se derrumba al ser golpeado por los tranquilizantes para elefantes que ella usó en él, Starling se da cuenta de que podría estar mintiéndose a sí misma sobre el Buitre.
El Buitre se encuentra entre los villanos capturados por Ultra Living Brain. Después de que Spider-Man derrotara al Super-Adaptoide tipo Seis Siniestros, Ultra Living Brain teletransportó a los villanos.
Mientras Nightcrawler asumió un alias como Spinnenmann y luego Creepy Crawler, el Buitre está operando como Director Buitre en una instalación de Orchis. Además, también actualizó su arnés Buitre con una muestra de la Technarchy,después de que Nimrod había capturado a Warlock para Orchis algún tiempo antes.El Buitre usa las muestras de Technarchy para convertir a Feral, Animax, Cloak y Dagger, Fatale y Reaper en la versión de Orchis de los Sabuesos, y los envía tras Mystique y Nightcrawler.El contrata al Grupo Salvaje para capturar a Nightcrawler después de haberse enterado del romance de Silver Sable con Nightwcrawler en ese momento, pero Nightcrawler, Mystique y Sable le dan la vuelta a la situación, liberando a Warlock y purgándolo a él y a sus Sabuesos de la Technarchy.

## Poderes y habilidades
Utilizando su arnés, el Buitre es capaz de volar como en un vuelo alado natural. Lleva un traje de tela elástica sintética que alberga un arnés electromagnético con alas artificiales similares a las de un pájaro debajo de los brazos. Este consiste en un generador antigravitón que lleva en su cuerpo como un arnés, lo que le permite flotar en silencio con una maniobrabilidad precisa. 
El arnés también incrementa su resistencia a heridas, hasta el punto de que puede sobrevivir a los fuertes golpes de Spider-Man a pesar de su edad. Otro subproducto de su exposición a su radiación al arnés es que a pesar de su edad y falta de ejercicio de Adrian Toomes, su fuerza física representa los límites superiores del desarrollo humano. Cuando se lo quita, la mayoría de estas habilidades se desvanecen lentamente, aunque la velocidad a la que esto sucede sigue sin estar clara (algunos escritores han sugerido que su fuerza es permanente). Toomes también es anciano y depende del traje a medida para aumentar su fuerza, velocidad y salud, además de drenar las fuerzas vitales para mantener su propia juventud. Recientemente se ha revelado que, debido al uso prolongado de su arnés, podría levitar o flotar incluso sin él, pero Vulture todavía necesita esas alas para moverse mientras está en el aire. Una vez actualizó una nueva versión de su aparato volador, completo con armadura de batalla, alas metálicas y plumas afiladas. Durante los últimos años, agregó varias armas a su arsenal. El Buitre posee una brillante experiencia en los campos de la electrónica y la química, con un gran talento para la invención.Obtuvo una Maestría en Ciencias en ingeniería eléctrica.
La versión de Buitre de Jimmy Natale no solo puede volar con las alas afiladas que están unidas a su torso, sino que también puede escupir ácido de su boca, posee una gran resistencia y una mayor durabilidad. El Buitre más tarde desarrolló garras parecidas a las aves en sus manos y pies. Antes de su mutación, Jimmy Natale era un limpiador experto.

## Otros personajes llamados Buitre

### Raniero "Blackie" Drago
Raniero "Blackie" Drago,  era un compañero de celda de Adrian Toomes. El engañó a Toomes provocando un accidente en el taller de la prisión que le hizo pensar que podría morir pronto, y robó el arnés y el traje de Vulture que fue reconstruido recientemente. Usó el traje para ganar dinero a través de la piratería aérea, lo que llevó a una confrontación con Spider-Man, que Drago creía que terminó con la muerte del trepamuros (Spider-Man simplemente se había derrumbado debido a un resfriado grave en realidad).Después de robar un helicóptero, Drago fue perseguido por Kraven el Cazador, quien se resintió por sus afirmaciones de victoria sobre Spider-Man, y terminó luchando contra él hasta que Spider-Man llegó. Spider-Man logró derrotarlos a ambos y los envolvió para la policía.
Drago fue "rescatado" más tarde de la prisión por Toomes, quien reveló que la revelación del papel de Drago en su accidente le había dado la fuerza para superar sus heridas, pero eso fue simplemente para que Toomes pudiera demostrar que era el verdadero Buitre una vez más. Una vez que los dos fueron libres, fue derrotado y humillado por Toomes, quien recuperó el reconocimiento que merecía. Un humillado Drago fue llevado por la policía jurando "¡Estoy harto! ¡Nunca volveré a ponerme estas alas! ¡El Buitre es demasiado... para cualquiera!".
Drago fue visto más tarde en la misma prisión en la que Norman Osborn estuvo encarcelado durante la historia de "Los Doce Siniestros".

### Clifton Shallot
El Profesor Clifton Shallot era un experto en bio-mutación y profesor de la Universidad Empire State.También tenía un proyecto alas buitre y la realización del vestuario, que requisó de la Autoridad de la prisión estatal. Cuando uno de sus cursos fue cancelada por los administradores universitarios, algo se rompió en la cabeza del médico, y por lo que se sometió a la etapa final del mismo mutación cuando se puso el traje del Buitre. El resultado fue un cambio en sí mismo, que ninguna cantidad de experiencia y práctica podría hacer para el buitre original ... su cara, dientes, uñas y mutado, y por un corto tiempo, las alas se convirtió en parte de su cuerpo. El único que conocía su secreto era su ayudante de laboratorio médico, Christine Murrow y su compañera de piso, Gloria Jenkins.
Mary Jane Watson fue testigo de matarlo Gloria (a quien había confundido con Christine) y se convirtió en un objetivo. Mientras que vuelan alrededor del apartamento de Mary Jane, se dio cuenta Spider-Man y lo atacó. Buitre logró derrotar a Spider-Man y dejarlo por muerto. Clifton entonces buscó una forma de revertir la transformación. Se robó algunos productos químicos a partir de un barco llamado Düsseldorf en el muelle 20. A la mañana siguiente, cuando volaba al laboratorio de Christine, Buitre notó Mary Jane en su coche. Se lanzó hacia el coche y cogió a Mary Jane. Posteriormente, fue encontrado en el aire por Spider-Man que abandonaron Mary Jane dando Buitre tiempo suficiente para alcanzar el Laboratorio de Biología. Atacó a Christine sólo para que Spider-Man llegara y la defendiera. Buitre logró rasgar la cinta con sus garras y dientes. Su lucha continuó con Spider-Man, Buitre con la cinta como los policías llegaron y arrojaron una red sobre ellos. Todavía cegado por la cinta, Buitre se liberó de la red y agarró a Spider-Man pensando que era Christine. Cuando vio que era Spider-Man, Buitre terminó derribándolo.
Buitre regresó a su laboratorio y se transforma de nuevo en Clifton. A continuación, tuvo un acuerdo con Christine indicando que él no va a matarla si no traiciona su confianza. Más tarde esa noche, buitre voló de regreso a Muelle 20 y robó algunos productos químicos. Se dio cuenta de que Peter Parker lo había seguido y lo recogió y lo dejó caer en el agua. Cuando voló por encima del apartamento de Mary Jane, Buitre notó su meterse en un taxi. Buitre atacó el taxi y secuestró a Mary Jane sólo para el hombre araña de interrumpirlo causando Buitre a huir. Se hace de nuevo a su laboratorio, donde es Christine. Spider-Man entonces llega una hora más tarde encontrar Christine allí. Buitre ataca a Spider-Man que lo subyuga y la fuerza-alimenta al Buitre con el antídoto robado del Düsseldorf. Después de volver del Buitre, Clifton se desmayó. Clifton es de suponer que todavía cumple con su condena por el asesinato de Gloria.

### Vulturions
Mientras estaba en prisión para tratar a la heroína, un ingeniero llamado Honcho se convierte en el compañero de celda de Adrian Toomes, que ha revelado los diseños de su arnés Buitre con él. Memorizar la forma de construir el arnés Buitre, Honcho (cuando es liberado bajo palabra) construye cuatro arneses buitre rojo, amarillo y plata con el que se equipa y tres delincuentes de poca monta (Quejas, Pidgeon, y el azúcar de la cara). Ganando todos los poderes del Buitre, los miembros del grupo llaman a sí mismos los Vulturions. Queriendo hacer nombres por sí mismos y se convierten en criminales de poca grande, los Vulturions hacen varios intentos de matar a Spider-Man y acumular riqueza, en última instancia, en su defecto, en todo sus intentos. El aprendizaje de la existencia y explota los Vulturions, Adrian Toomes construye un nuevo arnés Buitre y escapa de la prisión, la intención de cazar a sus "estafas". Localizar el grupo, Adrian supera a todos y se acerca a matarlos, sólo para ser detenido por Spider-Man, que derrota al Buitre y él y los Vulturions en que la policía se convierten.
Un nuevo grupo de Vulturions (que consta de tres miembros) aparece en Vengadores: La Iniciativa, donde roban un maletín que contiene la investigación clasificada sobre la radiación gamma procedente de Baron Von Blitzschlag. Uno de los Vulturions se identifica como Honcho (aparentemente liberado de la cárcel y de nuevo a la delincuencia). Son detenidos con facilidad por un traje de Peter Parker y las Arañas Escarlatas.

### Jimmy Natale
Un nuevo Buitre aparece en el arco de la historia de "Spider-Man 24/7". Él es un mutan vigilante en lugar de un supervillano, matando sin piedad y comer criminales. Durante la batalla, Spider-Man es cegado temporalmente por un ácido a la criatura escupe en la cara. Spider-Man derrota al nuevo Buitre en el nuevo estadio de los Yankees.
Durante el guante historia, se escapa de prisión y se va después de los mafiosos responsables de su transformación. El primer mafioso que encuentra revela el pasado de buitre como el más limpia de Maggia. Jimmy Natale, a continuación, afirma que la transformación fue causado por J. Jonah Jameson. En verdad, en realidad era bioquímico Dr. Charlie Goss, que utiliza las máquinas que fueron utilizadas anteriormente por el Dr. Farley Stillwell y su hermano el Dr. Harlan Stillwell para que puedan tener un buitre más reciente. Era Charlie Goss que afirmado que Jameson tenía una mano en su creación cuando confesó a las autoridades acerca de Buitre. Después de ser esquivado de Spider-Man, Buitre visitaron el mafioso más que vino limpio sobre quién estaba detrás de su transformación. Buitre luego mató al mafioso. Buitre es más visto que se eleva sobre las ruinas del Daily Bugle y pasados un sin trabajo, Peter Parker siendo deprimido en la noche.
En el origen de las especies, Buitre se une al equipo de supervillanos del Doctor Octopus, que fue montado para adquirir artículos específicos. Ataca a Spider-Man, que estaba cuidando al niño recién nacido de Lily Hollister, en Hamilton Heights, pero su lucha es interrumpida por Freak. El equipo de dos villanos en marcha después de una breve escaramuza, y es eliminado por Spider-Man.
Un buitre más mutada es contratado por la Bolsa de asesinar al Punisher. Buitre tiende una emboscada en el vigilante en un almacén abandonado, y los dos se dedican a la batalla aérea que termina con el Punisher, fatalmente apuñalado al Buitre en el torso y la mandíbula, causando él se bloquee la tierra en el sur del Bronx. El Punisher huye de la escena, dejando el cuerpo del Buitre ser recuperado por la policía de Nueva York, y se examina por Carlie Cooper.

### Isidoro Scarlotti
En Young Men # 26, un científico llamado Isidoro Scarlotti tomó el nombre de Buitre y era un enemigo de la Antorcha Humana original y de Toro.

## Otras versiones

### Ultimate Marvel
En Ultimate Marvel, la versión de Adrián Toomes es un empleado de Bolivar Trask. Estaban a punto de extraer el traje Venom de Eddie Brock, Jr. cuando el Beetle ataca las instalaciones con gas nocaut.

### Tierra X
En la realidad de Tierra X, Adrian ha mutado en una apariencia más Buitre, con alas, garras y pico reales, debido a la acción de las nieblas de Terrigen. Fue visto como miembro de Enforders, guardaespaldas del presidente de los Estados Unidos, Norman Osborn.

### Casa de M
En la realidad de House of M, Buitre es uno de los amigos de Rhino que lo ayudó a atacar y detener a Duende Verde por arruinar la mejor oportunidad de una buena vida que Rhino haya tenido.

### Marvel 1602
En la realidad de Marvel 1602, al grupo de guerreros que trabajan para Otto von Doom se les conoce como Buitre-Fliers y usan un vuelo que les permite una armadura similar al Buitre del universo dominante.

### Marvel 2099
En Marvel 2099, un nuevo Buitre es un enemigo recurrente del Spider-Man de esa época. Esta versión del personaje usa una armadura de combate avanzada para volar, y es un caníbal loco que desea gobernar el cielo. En su debut, Buitre salva a Spider-Man de un grupo de matones, y propone una alianza contra la Fuerza Pública de Policía Ocular con él, pero Spider-Man rechaza su oferta de asociación cuando se da cuenta de que el Buitre es un devorador de hombres. Spider-Man y Buitre luchan, su batalla los lleva a una iglesia, donde el Buitre y sus seguidores ("The Freakers") son expulsados por el aliado de Spider-Man Kasey Nash y su pandilla, los Throwbacks.
Cuando el Spider-Man original llega al año 2099 debido a dos compañías (una en 2099, la otra en el pasado) que experimenta con generadores extradimensionales, él lucha y derrota al Buitre antes de conocer a su sucesor, Spider-Man 2099.

### Marvel Noir
La versión de Marvel Noir de Adrian Toomes (también conocido como el Buitre) se representa como un ex fanático del circo, un friki que vivía en una jaula, alimentándose de cabezas de pollo. El buitre fue llevado por el jefe de la mafia Norman Osborn (El Duende) para convertirse en uno de sus sicarios. Toomes fue responsable de la muerte de Ben Parker, a quien el buitre canibalizó después de que Parker fuera derrotado por los Enforcers de Osborn.
En el número 4, Buitre tomó como rehén a May Parker e intentó matarla, pero Spider-Man lo mató en su lugar.

### Marvel Zombies
En el segundo número de Marvel Zombies, se puede ver a un no muerto Adrián Toomes entre un grupo de héroes zombificados, a quienes más tarde ayuda a atacar al Silver Surfer. El Buitre zombificado se encuentra entre los que lucharon contra Silver Surfer, y aparentemente fue asesinado. En "Marvel Zombies 3", se revela que sobrevivió, y junto con Angel, Falcon y Beak, ataca a Tierra-616 Machine Man y Yocasta, pero falla. Justo cuando Machine Man mató a los otros tres wingsters, Vulture, después de casi ser rasgado por la mitad por un Yocasta colgando, intentó retirarse a su jefe, pero fue volado por Machine Man antes de que pudiera escapar con éxito.
En la precuela one-shot de Marvel Zombies, Marvel Zombies: Dead Days, el Vulture forma parte de una versión no muerta de Seis Siniestros, junto a Duende Verde, Doctor Octopus, Electro y Mysterio, a quienes ayuda a atacar y devorar a los habitantes de Nueva York.

### MC2
En la línea de tiempo de MC2, se revela que Blackie tuvo una hija llamada Brenda Drago, el Raptor.

### Viejo Logan
En las páginas de Viejo Logan, Buitre estaba entre los villanos que atacaron a los Vengadores en Connecticut. Trabajando en equipo con Roderick Kingsley, Buitre apuntó a Avispa. Después de que Hobgoblin fuera derribado de su planeador y Avispa recibió un disparo en el pecho, Giant-Man aplastó al Buitre en sus manos.

## En otros medios

### Televisión
- La encarnación del Buitre Blackie Drago (conocida como Vulture-Man) apareció en la serie televisiva Spider-Man con la voz de Gillie Fenwick.[81]
  - En el episodio "El cielo está cayendo", él ataca la ciudad con una bandada de buitres bajo su control, queriendo un rescate de $ 2 000 000 hasta que lo ataquen debido a que Spider-Man sabotea su dispositivo de control en su máscara de cabeza. Aparentemente se escapa mientras huye de los buitres, pero Spider-Man recupera el dinero.
  - En el episodio "Presa del Buitre", Buitre comete robos en el ático y atrapa a J. Jonah Jameson en una torre de reloj después de que el editor tropieza accidentalmente con el botín del buitre allí. Se entera de Jameson sobre un misil experimental y lo roba para tratar de ayudarlo a cometer crímenes, utilizando a Jameson para informarle. Pierde el misil debido a Spider-Man. Jameson luego hace que la torre del reloj se vuelva loco, causando que Spider-Man vaya allí después del buitre y lo enrolle.
  - En el episodio "Atrapen a la araña", el doctor Noah Boddy, libera a Electro y el Duende Verde de la prisión por golpear a un guardia y desbloqueo de las puertas. Buitre debilita el hombre araña con bombas de concusión, antes de Electro desafía a Spider-Man a una batalla a la medianoche. Electro lo golpea después de Spider-Man hace que los villanos se pelean usando la ventriloquia. Todos los villanos son palmeados y arrestados.
  - En el episodio "The Winged cosa", Spider-Man le ve robando el ático de un millonario a continuación, poner en acción el robo de un misil experimental, que al parecer, va a ser utilizado para acabar con él, como parte de un complot para robar un grupo experimental dispositivo para el control de una bandada de buitres. Este episodio utiliza material de archivo de los dos primeros episodios del Buitre.

- La encarnación del Buitre, Adrian Toomes, apareció en la serie de Spider-Man (serie de televisión de 1981) con la voz de Don Messick.[81]En el episodio "El Buitre ha aterrizado", que secuestra a varios científicos y los obligó a hacer inventos que ayuden a robar el espacio de la sonda Júpiter.

- La encarnación del Buitre, Adrian Toomes apareció en la serie animada Spider-Man (serie de televisión de 1994) con la voz de Eddie Albert (como un hombre mayor) y Alan Johnson (como un hombre joven).[81]
  - En el episodio "La Pesadilla final", Toomes aparece como un anciano que busca vengarse de Norman Osborn por rechazar su trabajo. Más tarde, Toomes primero usó sus garras de buitre para absorber la juventud de la gente para hacerse temporalmente joven, que fue capaz de hacer con la Tabla del Tiempo que le compró a Hammerhead. En el episodio "La Pesadilla final", el Buitre se transformó en el Monstruo Araña después de absorber el ADN y la juventud de Spider-Man. Con el tiempo, Spider-Man se alistó con el doctor Connors que le ayudó a derrotar al Buitre y devolverle juventud a Spider-Man, aunque el reprogramó el dispositivo de modo que el Buitre absorbería el exceso de ADN que había causado que Spider-Man se convierta en el Monstruo Araña en un principio.
  - El episodio "Socios" revela que el Escorpión (Mac Gargan) y Buitre posteriormente capturado (que luego comenzó a cambiar en versiones entre joven y viejo de sí mismo). Su intención era tener al Buitre para curarlo de una vez que él tuviera el suficiente dinero para un laboratorio. Buitre captura a Spider-Man, Gata Negra y Escorpión de las garras de Silvermane. También se convierte en joven a tiempo completo mediante el intercambio de energía con el bebé Silvermane el cual volvió a ser viejo.
  - En el episodio "Seis Guerreros Olvidados" parte 1-5, Buitre se tornó un miembro de los Seis Siniestros en sustitución de Mysterio (que originalmente miembro, pero murió en un episodio anterior). Se fue después de Miss América para la clave del dispositivo del juicio final que ella tenía cuando ella tenía poderes de vuelo. Hacia el final del arco de la historia, que ha sido detenido.

- Una versión del Buitre, de Tierra-Contraria apareció en Spider-Man Unlimited con la voz de Scott McNeil.[81][82]Al igual que la versión de la Tierra, el Duende Verde, Buitre es un héroe en lugar de villano y también confundió por primera vez a Spider-Man como un villano. Se explica que el Buitre era un ser humano que tiene poderes bestiales, salir con bestiales y falta de respeto a los seres humanos, mientras que él también estaba jugando con uno. Cuando él causó problemas a su amigo humano, que odiaba al Alto Evolucionador por lo que hizo y se rebeló contra él.

- La encarnación del Buitre Adrian Toomes aparece en la serie animada The Spectacular Spider-Man con la voz de Robert Englund.[81][83][84]Esta versión usa el traje negro y rojo Terry Dodson durante su carrera en Marvel Knights, Spider-Man con algunas diferencias y tiene una mayor bird- al igual que la nariz:

- - En su primer episodio de "La supervivencia del más apto", que era un ingeniero de aerodinámica que desarrolló un arnés de transporte aéreo magnética que le permitió volar a altas velocidades y hacer maniobras aéreas ágiles. Mostró su invención a Norman Osborn, pero Osborn lo rechazó. Cuatro meses más tarde, Osborn anuncia vuelo Tech OsCorp. Indignado, Toomes va a OsCorp berate Octavio, cuando Osborn lo interrumpe y asegura que OsCorp tiene nada de qué disculparse. Toomes lo acusa de robar su trabajo, a la que Osborn declaró la difamación potencial. Él va a insultar a Toomes llamándolo "viejo buitre", diciendo que nadie creería que creó la tecnología del vuelo, ya que nunca había ascendido a ningún éxito antes. Como él es escoltado por la seguridad, Toomes vuelve a Octavio y declara que ya no lo culpa por el robo de su trabajo. Adrian pronto se puso su traje de Buitre, apodado a sí mismo como el buitre, atacó a Osborn. Él y los responsables de su aplicación son finalmente derrotado y luego encarcelado por Spider-Man.
  - Buitre vuelve a aparecer en el episodio "Terapia de grupo" en la que, el Doctor Octopus, Rhino, Shocker y Sandman se rompieron fuera de la isla de Ryker por Electro como los Seis Siniestros, y tiene su tech vuelo protegido por acero reforzado. Durante una batalla más tarde, Buitre es derrotado una vez más cuando Spider-Man daños a su casco, lo que le hace pasar a cabo en pleno vuelo.
  - Buitre escapa a la cárcel una vez más en el episodio "refuerzo" para unirse a unos nuevos Seis Siniestros creado por el Master Planner. Cuando Master Planner envía los Seis Siniestros para atacar a Spider-Man, haciendo equipo Buitre con Electro para combatir a Spider-Man en el Rockefeller Center. Buitre fue atrapado en las redes de Spider-Man y atado a la Rockefeller Center árbol de Navidad, a continuación, zapping por un Electro demasiado entusiasta y atrapado cuando se derrumba el árbol, pero se recupera antes de que llegue la policía.
  - En el episodio "Resistencia al corte", Buitre continúa ayudando Master Planner (como el Dr. Octopus) en su plan para dominar el mundo por ganar control sobre todos los ordenadores del mundo e intenta matar a Osborn con una explosión para satisfacer el hambre de buitre por venganza, pero es detenido por Spider-Man. Buitre se envía más tarde con Electro en secuestrar a Gwen Stacy para chantajear a George Stacy para que descarguen los códigos que darían acceso principal planificador a todos los equipos en los Estados Unidos, y posiblemente en el mundo. Envía a Buitre, ahora con un accesorio de láser disparar a su paquete de vuelo, para distraer a agentes de Seguridad Nacional para que Stacy puede robar más fácilmente los códigos. Cuando el plan es frustrado por Spider-Man, Master Planner envía Buitre la orden de retirada.
  - En el episodio "hampa", Buitre acompañó el Doctor Octopus de una sentada con Silvermane y Tombstone. Cuando Hammerhead instigado una pelea entre los tres señores del crimen, Buitre saltó para proteger el Doctor Octopus, pero fue rápidamente despachado por Hammerhead. Se escapó con Silver Sable antes de que la policía pudiera detenerlos.

- Una versión adolescente de Adrian Toomes aparece en la serie animada Ultimate Spider-Man con la voz de Tom Kenny.[81][85]Esta versión tiene alas orgánicas y chillidos sónicos junto con una anatomía similar a un buitre (pico, patas de buitre, manos como buitre y la presencia de plumas verde oscuro) que puede usar libremente y cambia de su forma humana.
  - En la tercera temporada como Ultimate Spider-Man: Web Warriors, episodio 6, "El Buitre" reveló que resultó ser uno de los experimentos con el suero animal del Doctor Octopus, al que se le había borrado la mente para dejar espacio para la programación, lo que provocó su amnesia. Mientras vivía en un edificio abandonado, Adrian buscó información sobre sí mismo robando a otros delincuentes en las calles, causando las comunicaciones del Daily Bugle, lo apodó 'Buitre' y se convierte en un objetivo para S.H.I.E.L.D. Después de uno de sus atracos nocturnos, Buitre conoció y se hizo amigo de Spider-Man y prometió ayudarlo. Después de intimidar infructuosamente a Harry Osborn para obtener información, Spider-Man lo llevó al Tri-carrier de S.H.I.E.L.D. para encontrar respuestas. Sin embargo, el Doctor Octopus lo obligó a atacar a Spider-Man activando la programación mental del Buitre. A Buitre se le ordena que libere a Doctor Octopus y regresan al escondite de Buitre, que resulta ser uno de los laboratorios de Doctor Octopus. Spider-Man sigue y ayuda a Buitre a superar su programación mental y derrotan a Doctor Octopus. Después de que el Doctor Octopus fue derrotado, Spider-Man le hizo una oferta para unirse a un equipo de guerreros de superhéroes, pero declinó porque quería encontrar su propio camino mientras busca en cualquier pista de Oscorp su pasado perdido. Pronto terminó al ser un recluta de Taskmaster (usando datos robados de la computadora del Doctor Octopus de su nombre real). En el episodio "Nuevos Guerreros", Buitre termina siendo miembro del equipo de Taskmaster junto con Cloak y Dagger. El equipo de Taskmaster ataca al Tri-Carrier y engaña al Agente Venom y la Araña de Hierro en la liberación de varios supervillanos liderados por el Duende Verde. Cuando Buitre ve al Doctor Octopus entre los villanos, él quiere venganza, pero Taskmaster le dice que espere y tendrá su oportunidad de obtener un reembolso. Cuando los supervillanos escapados despegan en un Quinjet, Taskmaster permite que Buitre se vengue de Doctor Octopus haciendo que el Quinjet se estrelle contra el Tri-Carrier. Mientras que los otros villanos son derrotados (sin el Duende), Spider-Man deja escapar a Buitre ya que una vez fueron amigos. Buitre tiene una aparición especial en el episodio "Concurso de Campeones" [Parte 1] entre la colección de villanos del Gran Maestro contra Spider-Man y el Coleccionista.
  - En la cuarta temporada como Ultimate Spider-Man vs. Los 6 Siniestros, episodio 4, "El Buitre de Hierro", Buitre intenta matar a los Osborns (aunque de mala gana) a cambio de la información del Doctor Octopus que contiene su pasado. Los dos, junto a un Octobot, terminan luchando contra Spider-Man, Chico Arácnido, Iron Patriot y el Patriota. Usando el casco de Iron Patriot de Norman, Buitre no encontró registros de su pasado en los archivos de Oscorp o en los archivos de datos del Doctor Octopus, lo que provocó que Buitre atacara a Doctor Octopus con furia. Querer mantener al Buitre como un arma y un potencial recluta para los Seis Siniestros. Los nanos del doctor Octopus anulan la armadura de Buitre, lo que hace que pierda su libre albedrío. Antes de que pierda su libre albedrío, Buitre le dice a Spider-Man que el Doctor Octopus tiene un espía en S.H.I.E.L.D. y luego se va. En el episodio 7, "Día de playa", Spider-Man y Araña de Hierro buscaban al Buitre pícaro antes de que el Doctor Octopus pudiera encontrarlo. Buitre se encuentra con Spider-Man y Araña de Hierro, con los intentos de Spider-Man para llegar a un lado frustrado por la intervención de Araña de Hierro de ver a Buitre como un monstruo sin mente. Durante una batalla en el aire, Buitre dejó a los héroes en una isla, donde los dos encuentran al Hombre de Arena siendo controlado por el doctor Octopus. Después de salvar al Hombre de Arena, Spider-Man y Araña de Hierro especularon que Buitre a propósito los llevó a la isla para ayudar al Hombre de Arena, creyendo que Buitre podría conservar parte de su libre voluntad. En el final de dos partes de la serie "Día de graduación", Buitre reaparece como miembro de Superior Sinister Six del Doctor Octopus junto a Rhino, Kraven el Cazador, Escorpión y el Lagarto. En los muelles, él y Kraven atacan a Cloak, Dagger, Chica Ardilla y Tritón. Las ardillas de Chica Ardilla lo someten y lo capturan. Al salir de su celda, Buitre se une al Superior Sinister Six y lucha contra Spider-Man. Durante la batalla en Oscorp, Spider-Man usó uno de los dardos antídotos del Doctor Octopus para curar a Buitre, que también se liberó de su armadura de control mental y lo ayudó a recuperar sus recuerdos de su pasado. Adrian y Alex O'Hirn asisten brevemente a Spider-Man contra Kraven, y más tarde se inscriben en la Academia S.H.I.E.L.D. bajo la supervisión de Spider-Man.

- Buitre aparece en Spider-Man con la voz de Alastair Duncan.[86]Esta versión de Adrian Toomes es un hombre de mediana edad con cabello castaño rojizo, y su traje de vuelo tiene una visera y un dispositivo para el cuello que le permite realizar ataques sónicos. En el episodio "Horizon Hight" Pt. 1, después de que Spider-Man frustra el robo de Vibranium de sus secuaces, Buitre ataca a Spider-Man. Durante la pelea, Spider-Man tuvo que dejar escapar a Buitre cuando causa un ataque sónico que envía fragmentos del vidrio de la ventana hacia dos oficiales de policía. Buitre más tarde se bloquea después del sabotaje al dispositivo Vibranium donde secuestra a Max Modell como parte de su venganza contra él, ya que era un exempleado de Horizon High pero fue despedido por robar equipos, aunque Buitre afirmó que su tecnología no era de Modell. Después de salvar a Max Modell, Spider-Man regresa a la escuela para obtener el Vibranium donde Spencer Smythe estaba disgustado con la interferencia de Buitre. Éste le dice a Spencer Smythe que no le importan los problemas personales de Spencer con Max Modell y hace un ataque sónico para derribar a Spencer Smythe. Spider-Man logra derrotar a Buitre justo cuando llega la policía. En el episodio "Relación Simbiótica", un Spider-Man vestido de negro, Buitre volando alrededor de la ciudad después de su pelea con AIM y lo baja solo para que la policía responda por buitre afirmando que Norman Osborn había negociado su liberación a cambio de convertirse en un maestro en la Academia Osborn. Posteriormente, se ve a Adrián Toomes trabajando en su traje cuando Norman Osborn entra a hablar de la Expo Stark, ya que Adrian sospecha que se presentará el V-252. Ambos hombres permiten a Alistair Smythe de usar una versión mejorada del traje Buitre para colarse en Horizon High donde Spider-Man lo confundió con Adrian Toomes. Después de que Norman Osborn se da cuenta de que el V-252 está en Spider-Man, tanto Alistair como Adrian atacaron a Spider-Man con ataques sónicos. Esto permite a Spider-Man romperlo y robar el contenedor en el que está contenido el V-252 de Norman Osborn. En el episodio "La Expo Stark", Norman Osborn utiliza la tecnología Buitre para la Expo Stark para presentar la Fuerza Buitre, solo para que sus atuendos sean secuestrados por el Fantasma. En el episodio "El Inigualable Hombre Araña", Adrian sigue actuando, tiene un confidente para Norman y aprende sobre los experimentos de araña de Raymond Warren y el propósito de los Spider-Slayers después de Spencer Smythe atacó a Oscorp como una distracción para robar algunos especímenes de araña de Warren. En el episodio "La increíble cacería de Kraven", Adrian se une a Norman en la captura con Spider-Man y Kraven el Cazador, después de que las acciones de este se desvían de su trato con Norman. Llevan a los dos a un laboratorio para tomar la sangre de Spider-Man, pero el nuevo Spider-Man, Miles Morales, los detiene y combate a Adrian antes de que Norman se vea obligado a huir cuando explota el laboratorio.
- Buitre aparece en el episodio de Avengers: Black Panther Quest, "Vibranium Curtain" Pt. 2, expresado de nuevo por Alastair Duncan.[87] Adrian Toomes se infiltra en la Bóveda, donde le devuelve a Ulysses Klaue su emisor de sonido a cambio de que Klaue lo ayude a recuperar lo que perdió. Cuando se infiltran en Horizon High, Toomes le da a Klaue el Vibranium que necesita para impulsar su brazo durante un año, mientras que Toomes se convierte en el Buitre. Cuando Buitre decide atar algunos cabos sueltos al destruir a Pantera Negra y Klaue, Spider-Man aparece y trabaja con Pantera Negra para luchar contra Buitre. Buitre es derrotado por Pantera Negra y Spider-Man. Mientras que Buitre es arrestado por las autoridades, Spider-Man permite que Pantera Negra se vaya con Klaue.

### Cine
- Durante la preproducción de Spider-Man 3, el actor Ben Kingsley entró en negociaciones para interpretar al personaje pero el productor Avi Arad convenció al director Sam Raimi de usar en su lugar a Venom.[88][89]
- El 8 de diciembre de 2009, se reportó que John Malkovich estaba en negociaciones para interpretar al Buitre en Spider-Man 4. El mismo Malkovich confirmó su papel en enero de 2010. Sin embargo, la producción fue cancelada para ser reiniciada con The Amazing Spider-Man.
- En la película del 2014 dirigida por Marc Webb, The Amazing Spider-Man 2: Rise of Electro, aparece su Arnés en la compañía Oscorp Industries, junto a los tentáculos del Doctor Octopus y la Armadura de Rhino.
- Probablemente, iba a aparecer como uno de los personajes principales de la película del 2016 dirigida por Drew Goddard, Sinister Six. Pero como Marvel y Sony anunciaron que la saga iba a ser cancelada para reiniciarse en el 2017, la trama de la película fue cancelada. Sin embargo, Sony y Marvel no han cancelado el proyecto todavía, porque piensan hacer la película de los Seis Siniestros, solo que tratara que Spider-Man y los Seis Siniestros se unen para vencer a una amenaza mayor.
- El Buitre iba a ser uno de los miembros de los Seis Siniestros en la película del 2018 dirigida por Marc Webb, The Amazing Spider-Man 3, pero fue cancelada cuando Marvel y Sony decidieron reiniciar la franquicia en el 2017.
- Adrian Toomes/El Buitre aparece en la película del Universo cinematográfico de Marvel (UCM) Spider-Man: Homecoming (2017), interpretado por Michael Keaton.[90][91][92]Esta versión anteriormente dirigía una empresa de salvamento de Nueva York y es el padre de Liz Allan. Además, su traje de vuelo está equipado con alas impulsadas por turbinas, puntas de alas en forma de garra y garras montadas en botas. Años antes, su empresa cerró tras la Batalla de Nueva York y la creación del Departamento de Control de Daños. En respuesta, persuade a sus colegas Phineas Mason, Herman Schultz, Jackson Brice y Randy Vale para que no renuncien a la tecnología Chitauri rescatada que recolectaron y continúan iniciando una operación de recolección de basura y una red de armas en el mercado negro. En el presente, después de deducir la identidad secreta de Spider-Man cuando el arácnido interfiere con su operación, Toomes amenaza con represalias a menos que Spider-Man se detenga, perdonándole la vida ya que este último previamente salvó la vida de Liz. Sin embargo, Spider-Man frustra a Toomes en medio de su intento de secuestrar un avión que transportaba gran parte del armamento de los Vengadores, él salva la vida de Toomes cuando su traje funciona mal y lo deja por Happy Hogan y el FBI. Como resultado, la familia de Toomes se muda. En una escena a mitad de los créditos, Mac Gargan se acerca a Toomes encarcelado, quien quiere confirmar si el primero conoce la identidad de Spider-Man, lo que Toomes niega.
  - Adrian Toomes aparece en las escena post-créditos de la película del Universo Spider-Man de Sony Morbius (2022), interpretado nuevamente por Michael Keaton.[93]Después de los eventos de Spider-Man: No Way Home (2021), Toomes es transportado a la USS, desarrolla un nuevo traje de vuelo y se acerca a Michael Morbius, sugiriendo que ellos formen un equipo.[94][95]
- Una variante del universo alternativo del Buitre con temática del renacimiento italiano basada en Isidoro Scarlotti y Adrian Toomes llamada Adriano Tumino aparece en Spider-Man: Across the Spider-Verse (2023), con la voz de Jorma Taccone.[96]

### Videojuegos
- Aparece en el videojuego de 2005, Ultimate Spider-Man.
- Aparece en el videojuego de 2008, Spider-Man: Web of Shadows.
- Aparece en el videojuego de 2010, Spider-Man: Shattered Dimensions.
- Aparece en el videojuego del 2013 desarrollado por Traveller Tales, Lego Marvel Super Heroes como un personaje jugable, pero no tiene relevancia en la historia. Sin embargo, en el nivel extra, donde junto con Howard el Pato, es derrotado por el Sr. Fántastico y Spider-Man.
- En el videojuego del 2014, The Amazing Spider-Man 2, sus Alas/Arnés aparecen el nivel "Raid on Oscorp". Están protegidas/o por un vidrio irrompible/indestructible, el cual Spider-Man no puede romper o destruir.
- Aparece en el videojuego Marvel Contest of Champions como personaje jugable.
- Aparece en el videojuego de 2018, Spider-Man para PS4.